# プリマス湾のベレロフォン上のナポレオン・ボナパルト
『プリマス湾のベレロフォン上のナポレオン・ボナパルト』は、イギリスの画家チャールズ・ロック・イーストレイクが1815年に描いた絵画である。イギリス海軍のアロガント級戦列艦ベレロフォンに乗るナポレオン・ボナパルトが描かれている。
ワーテルローの戦いに敗れたナポレオンは、2度目の退位（百日天下）を経てロシュフォール港からアメリカ合衆国への亡命を図ったものの、1815年7月10日にフレデリック・ルイス・メイトランドを艦長とするベレロフォンに捕らえられ、交渉の末に同月15日に降伏した。連合国がナポレオンの処遇を決める間、プリマスに連行され、最終的にナポレオンは大西洋のセントヘレナ島に配流された。
ベレロフォンがプリマス湾に停泊している間、その光景は沿岸の住民に注目されており、イーストレイクはボートを雇い、ベレロフォンに近付いてスケッチした。イーストレイクの絵画には軍服を着て通路に立つナポレオンが描かれている。ナポレオンは歴史上の偉人として登場し、やや英雄的ではあるが、左側のユニオンジャックが戦勝国イギリスに囚われているナポレオンの立場を表し、赤いコートを着たイギリス海軍兵士が右側に立っている。
この絵画は人気を博し、イーストレイクはヨーロッパを旅してオールド・マスターについて研究することができた。現在はグリニッジの国立海事博物館に所蔵されている。